# Tři svědkové

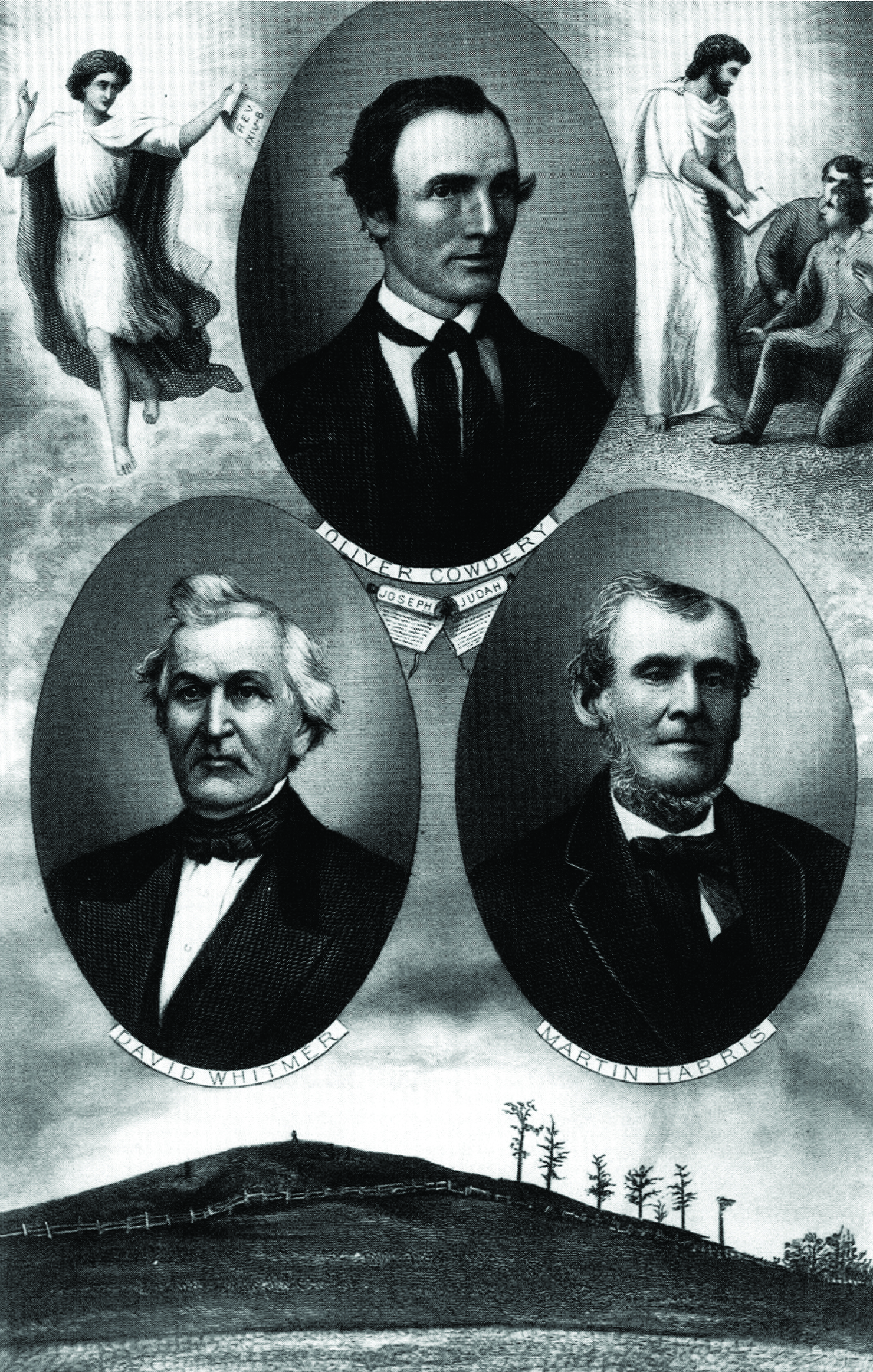
Tři svědkové Zlatých desek, kteří stáli u zrození mormonismu

Tři svědkové (nebo také Tři svědkové Zlatých desek či Tři svědkové Knihy Mormonovy) je souhrnné pojmenování pro trojici osob - Olivera Cowderyho, Davida Whitmera a Martina Harrise. Všichni hráli důležitou roli v raném mormonismu a Josephu Smithovi dosvědčili v červnu 1829, že spatřili anděla se zlatými deskami, ze kterých byla přeložena Kniha Mormonova. Tvrdili, že při této příležitosti slyšeli také hlas Boží. Byli po Smithovi prvními lidmi, kteří desky údajně viděli a potvrdili mu tak pravdivost jeho tvrzení. Po nich desky vidělo ještě dalších osm lidí, kteří jsou nazýváni osmi svědky. Ti už ale vypověděli, že viděli jen desky, ne anděla.
Své svědectví obhajovali ho až do své smrti. A to i přes to, že všichni tři ze Smithovy církve odešli. Harris a Cowdery byli později do Církve Ježíše Krista Svatých posledních dnů znovu pokřtěni, Whitmer založil vlastní mormonskou denominaci. Společné prohlášení svědků je dodnes součástí všech výtisků Knihy Mormonovy.

## Pozadí svědectví
Všichni tři byli blízkými spolupracovníky Josepha Smitha a jednimi z prvních konvertitů k tzv. mormonismu. Harris byl bohatý farmář, který Smithovi pomáhal s překladem Knihy Mormonovy a financoval první publikaci knihy v roce 1830. Cowdery byl učitelem a pro Smitha zapsal většinu překladu. Whitmer byl Cowderyho přítelem, který ho požádal o azyl před pronásledováním a překlad tak byl dokončen v domě jeho rodiny.

Během překladu se z textu Knihy Mormonovy trojice mužů dozvěděla o úloze třech svědků (viz níže) a přáli si sehrát tuto roli. Smith toto přání předložil Bohu a výsledkem bylo zjevení dnes kanonizované jako 17. oddíl Nauky a smluv. Všichni čtyři se následně odebrali do lesa blízko domu Whitmerových ve Fayette ve státě New York, modlili se a poté údajně zažili dané zjevení. Podle historických záznamů se to stalo 28. června 1829. Následně vydali společné prohlášení:
Budiž známo všem národům, pokolením, jazykům a lidem, ke kterým toto dílo přijde: Že jsme my, milostí Boha Otce a Pána našeho Ježíše Krista, viděli desky, které obsahují tento záznam, jenž je záznamem lidu Nefiova, a také Lamanitů, bratří jejich, a také lidu Jaredova, který přišel od věže, o které se hovoří. A my také víme, že byly přeloženy darem a mocí Boží, neboť jeho hlas nám to oznámil; pročež víme s jistotou, že toto dílo je pravdivé. A také svědčíme, že jsme viděli rytiny, které jsou na těchto deskách; a byly nám ukázány mocí Boží a nikoli lidskou. A prohlašujeme slovy rozvážnosti, že anděl Boží sestoupil s nebe a přinesl tyto desky a položil nám je před oči, abychom je spatřili a viděli je, i rytiny na nich; a my víme, že je to milostí Boha Otce a Pána našeho Ježíše Krista, že jsme je spatřili, a vydáváme svědectví, že tyto věci jsou pravdivé. A je to v očích našich podivuhodné. Nicméně hlas Páně nám přikázal, abychom o tom vydali svědectví; pročež, abychom byli poslušni přikázání Božích, vydáváme svědectví o těchto věcech. A víme, že když budeme věrni v Kristu, zbavíme šat svůj krve všech lidí a budeme shledáni bez poskvrny před soudcovskou stolicí Kristovou a budeme s ním věčně dlíti v nebesích. A čest budiž Otci i Synu i Duchu Svatému, což jest jeden Bůh. Amen.

## Proroctví o svědcích
Kniha Mormonova obsahuje několik pasáží o úloze svědků:
„A není nikoho jiného, kdo ji spatří, kromě několika podle vůle Boží, aby vydávali svědectví o jeho slově dětem lidským; neboť Pán Bůh řekl, že slova věrných budou mluviti, jako by to bylo od mrtvých. Pročež, Pán Bůh bude nadále vynášeti slova knihy; a v ústech tolika svědků, kolik se mu bude zdáti dobré, bude utvrzovati slovo své; a běda buď tomu, kdo odmítá slovo Boží!“ 2. Nefi 27:13–14

"A viz, můžeš míti výsadu k tomu, abys mohl ukázati desky těm, kteří budou pomáhati uskutečniti toto dílo; A třem budou mocí Boží ukázány; pročež budou věděti s jistotou, že tyto věci jsou pravdivé. A v ústech tří svědků budou tyto věci utvrzeny; a svědectví tří a toto dílo, ve kterém bude moc Boží ukázána, a také slovo jeho, o němž Otec i Syn i Duch Svatý vydávají svědectví – a toto vše bude státi jako svědectví proti světu posledního dne."  Eter 5:2-4